# (3067) Akhmatova
(3067) Akhmatova es un asteroide perteneciente al cinturón de asteroides, descubierto por Liudmila Zhuravliova junto a Liudmila Karáchkina el 14 de octubre de 1982 desde el Observatorio Astrofísico de Crimea (República de Crimea).

## Designación y nombre
Designado provisionalmente como 1982 TE2. Fue nombrado Akhmatova en honor a la poeta rusa Anna Ajmátova.

## Características orbitales
Akhmatova está situado a una distancia media de 2,245 ua, pudiendo alejarse un máximo de 2,554 ua y acercarse un máximo de 1,936 ua. Tiene una excentricidad de 0,137. 

## Características físicas
Este asteroide tiene una magnitud absoluta de 13,0